# Marc Alcalá
Marc Alcalá Ibáñez (* 7. November 1994 in Barcelona) ist ein spanischer Leichtathlet, der sich auf die Mittelstreckenläufe spezialisiert hat.

## Sportliche Laufbahn
Marc Alcalá nahm erstmals 2011 an nationalen Meisterschaften teil und wurde dabei spanischer U18-Meister über 1500 Meter. Einen Monat später trat er über diese Distanz auch bei den U18-Weltmeisterschaften in Lille an, bei denen er allerdings im Vorlauf ausschied. Ein Jahr später startete bereits mit 17 in der höheren Altersklasse bei den U20-Weltmeisterschaften in seiner Heimatstadt. Nachdem er zuvor bereits den nationalen U20-Titel gewinnen konnte, schied er bei den Weltmeisterschaften im Vorlauf aus und belegte in 3:55,68 min den 33. Platz. Ein weiteres Jahr später lief er bei den U20-Europameisterschaften in Rieti in einer Zeit von 3:51,17 min auf den 18. Platz. Zuvor trat er bereits im März im U20-Rennen der Crosslauf-Weltmeisterschaften in Bydgoscz an. 2014 wurde er spanischer U23-Meister  und gewann später auch bei den U23-Mittelmeermeisterschaften die Goldmedaille über 1500 Meter.
Im Frühjahr 2015 nahm Alcalá bei den Halleneuropameisterschaften in Prag erstmals an einer internationalen Meisterschaft bei den Erwachsenen teil. Mit seiner Vorlaufszeit von 3:50,46 min belegte er dabei den 25. Platz. Im Sommer gewann er die Goldmedaille bei den U23-Europameisterschaften in Tallinn. Bei den Hallenweltmeisterschaften in Portland 2016 schied er als Siebter seines Vorlauf aus. Er erwischte den deutlichen schnelleren Vorlauf, weswegen er ´nach Addition der beiden Vorläufe insgesamt auf dem 10. Platz landete. im Sommer belegte er bei den Europameisterschaften in Amsterdam den insgesamt 22. Platz. Zuvor wurde er erstmals bei den Erwachsenen nationaler Meister über 1500 Meter. 2017 konnte sich Alcalá, nach seinem Titel in der Freiluft, auch erstmals in der Halle zum spanischen Meister über 1500 Meter krönen. Im März konnte er dann mit dem vierten Platz bei den Halleneuropameisterschaften in Belgrad seinen größten sportlichen Erfolg feiern. An diese Leistung konnte er im Sommer bei den Weltmeisterschaften in London nicht anknüpfen, nachdem er als Zehnter seines Vorlaufs ausschied. Ebenfalls im Frühjahr 2017 belegte er mit den spanischen Mixed-Staffel bei den Weltmeisterschaften in Kampala den achten Platz.
2018 scheiterte er bei den Hallenweltmeisterschaften in Birmingham als Vierter seines Laufs knapp am Einzug in die nächste Runde. Bei den Mittelmeerspielen im Sommer in Tarragona belegte er den 13. Platz.

## Wichtige Wettbewerbe
| Jahr                | Veranstaltung                 | Ort                 | Platz               | Disziplin           | Zeit                |
| Startet für Spanien | Startet für Spanien           | Startet für Spanien | Startet für Spanien | Startet für Spanien | Startet für Spanien |
| ------------------- | ----------------------------- | ------------------- | ------------------- | ------------------- | ------------------- |
| 2011                | U18-Weltmeisterschaften       | Lille               | 22.                 | 1500 m              | 3:58,50 m           |
| 2012                | U20-Weltmeisterschaften       | Barcelona           | 33.                 | 1500 m              | 3:55,68 min         |
| 2013                | Crosslauf-Weltmeisterschaften | Bydgoszcz           | 99.                 | Juniorenrennen      | 25:18 min           |
| 2013                | U20-Europameisterschaften     | Rieti               | 18.                 | 1500 m              | 3:51,17 min         |
| 2015                | Europameisterschaften         | Prag                | 25.                 | 1500 m              | 3:50,46 min         |
| 2015                | U23-Europameisterschaften     | Tallinn             | 1.                  | 1500 m              | 3:44,54 min         |
| 2016                | Hallenweltmeisterschaften     | Portland            | 10.                 | 1500 m              | 3:42,02 min         |
| 2016                | Europameisterschaften         | Amsterdam           | 22.                 | 1500 m              | 3:43,43 min         |
| 2017                | Halleneuropameisterschaften   | Belgrad             | 4.                  | 1500 m              | 3:46,36 min         |
| 2017                | Crosslauf-Weltmeisterschaften | Kampala             | 8.                  | 4 × 2 km Mixed      | 24:29 min           |
| 2017                | Weltmeisterschaften           | London              | 21.                 | 1500 m              | 3:43,28 min         |
| 2018                | Hallenweltmeisterschaften     | Birmingham          | 9.                  | 1500 m              | 3:45,49 min         |
| 2018                | Mittelmeerspiele              | Tarragona           | 13.                 | 1500 m              | 3:48,03 min         |

## Persönliche Bestleistungen
Freiluft
- 800 m: 1:48,68 min, 17. Juni 2017, Ciudad Real
- 1000 m: 2:19,41 min, 31. Mai 2015, Barcelona
- 1500 m: 3:35,85 min, 21. Juli 2017, Monaco
- 3000 m: 8:24,34 min, 20. Mai 2017, Andújar

Halle
- 800 m: 1:50,38 min, 12. Februar 2017, Sabadell
- 1000 m: 2:20,45 min, 17. Februar 2016, Stockholm
- 1500 m: 3:39,33 min, 7. Februar 2016, Sabadell
- 3000 m: 7:58,25 min, 14. Januar 2017, Sabadell